# Luis Aragonés
José Luis Aragonés Suárez Martínez (Madrid, 28 de julho de 1938 — Madrid, 1 de fevereiro de 2014) foi um futebolista e técnico de futebol.[carece de fontes?]
Ficou mais conhecido recentemente por seu trabalho frente à Seleção Espanhola, mas está mais identificado ao Atlético de Madrid, mesmo tendo jogado no rival Real Madrid. Foi no Atletit que ele ficou mais tempo em uma equipe, onde se tornou o maior artilheiro do clube e já treinou o clube em quatro oportunidades. Como jogador, era conhecido apenas como Luis.

## Como jogador
Atacante, começou no pequeno Getafe, dos subúrbios de Madrid, em 1957. Um ano depois e já estava no Real Madrid, clube que, após duas décadas decadentes, desfrutava de consagração continental. Luis passou dois anos no Santiago Bernabéu, mas não conseguiu espaço, sendo seguidamente emprestado a outras equipes até ser vendido a outro Real, o Real Oviedo. Em um ano, já estava em outro clube da realeza, o Real Betis.
Três anos destacando-se na equipe de Sevilha lhe levaram de volta, em 1964, à sua cidade-natal, agora como jogador do Atlético de Madrid. No rival de sua ex-equipe teria seus melhores momentos, obtendo convocações para a Seleção Espanhola. Na primeira temporada, levantou a Copa do Generalíssimo (nome à época da Copa do Rei).
Os colchoneros, que não conquistavam o campeonato espanhol desde 1951 e viram os rivais os superarem nas conquistas domésticas, quebrariam o jejum na temporada posterior, a de 1965/66. Mesmo com o título, Luis acabou não-incluído entre os convocados que foram à Inglaterra defender a Espanha na Copa do Mundo de 1966.
Após três novas conquistas do Real, o Atlético voltou ao título em 1970, com Luis, aos 32 anos, sendo um dos artilheiros da Liga. Ele, entretanto, experimetou a mesma sensação de 1966: ser campeão espanhol, mas ficar de fora da Copa do Mundo do ano. No caso, pela não-classificação da Espanha. Em 1972, conseguiu nova Copa do Generalíssimo e, no ano seguinte, seu terceiro título espanhol.
Em sua derradeira temporada como jogador, Luis participou da campanha que finalmente levou o Atlético à final da Copa dos Campeões da UEFA, torneio conquistado já seis vezes pelo rival Real. Os rojiblancos teriam pela frente o favorito Bayern Munique, base da Seleção Alemã-Ocidental que semanas depois seria campeã do mundo.
Entretanto, foram os espanhóis que quase levaram a taça: após uma partida equilibrada, Luis, de falta, abriu o placar já na prorrogação, a quatro minutos do fim da partida. Porém, Hans-Georg Schwarzenbeck empataria a partida a 30 segundos do fim. Como o regulamento não previa disputa por pênaltis, um jogo-extra teve de ser realizado e, em vantagem psicológica, os germânicos destroçaram o Atlético por 4 a 0.

## Como treinador
Luis, que já tinha 36 anos, aposentou-se após a amarga temporada. Cinco meses depois de parar de jogar, voltava ao elenco do Atlético, agora como treinador. Conquistou o Mundial Interclubes, com os espanhóis ocupando o lugar do Bayern, que desistira de disputar o torneio. Permaneceu treinando a equipe até 1980, ganhando o campeonato espanhol em 1977 e a Copa do Rei no ano anterior.
Em 1981, foi contratado por outra ex-equipe, o Real Betis, para logo voltar ao Atlético no ano seguinte. Ficaria cinco anos em sua nova passagem pelo Vicente Calderón, conseguindo a Copa do Rei em 1985. Entre 1987 e 1991, morou em Barcelona, onde treinou os rivais Barcelona (onde ganhou nova Copa do Rei, em 1988) e Español.
Sua terceira passagem no Atlético como técnico durou entre 1991 e 1993. Após passar por cinco clubes, retornou aos colchoneros em 2001, com a equipe em sua pior fase, na Segunda Divisão Espanhola. Reconduziu sua ex-equipe à elite, ficando até 2003. Após uma temporada no Real Mallorca, que já treinara anteriormente, tornou-se técnico da Seleção Espanhola.
Assumiu a Espanha em 2004, ficando marcado ainda naquele ano por declaração de teor racista contra Thierry Henry, em jogo contra a França.

## Títulos

### Jogador
Atlético Madrid
- La Liga: 1965–66, 1969–70, 1972–73
- Copa del Rey: 1964–65, 1971–72

#### Individual
- Pichichi Trophy: 1969–70[2]
- Atlético Madrid's all-time leading top scorer: 172 goals[3]

### Treinador
Atlético Madrid
- La Liga: 1976–77
- Copa del Rey: 1975–76, 1984–85, 1991–92
- Supercopa de España: 1985
- Segunda División: 2001–02
- Intercontinental Cup: 1974

Barcelona
- Copa del Rey: 1987–88

Espanha
- UEFA European Championship: 2008

#### Individual
- Don Balón Award (Best Coach): 1976–77
- Marca Leyenda: 2008[4]
- IFFHS World's Best National Coach: 2008[5]
- Gold Medal of the Community of Madrid: 2014[6]
- Medalha de Ouro da Real Ordem do Mérito Esportivo (2001)
- Prêmio Príncipe de Astúrias dos Esportes, 2010, para a Seleção Espanhola.